# Sapintus luteobimaculatus
Sapintus luteobimaculatus là một loài bọ cánh cứng trong họ Anthicidae. Loài này được Pic mô tả khoa học năm 1955.